# 溫徹斯特M1894槓桿式步槍
溫徹斯特M1894（英語：Winchester Model 1894，俗稱：溫徹斯特94或Model 94）是一款由著名的美国槍械設計師約翰·白朗寧於1894年研製、槍械製造商溫徹斯特連發武器公司於19世紀末起生產的槓桿式連發步槍，並且成為有史以來最著名和最受歡迎的狩獵步槍之一，可發射多種口徑的步枪子彈。該槍最初用於發射兩款金屬殼黑火藥步枪彈藥，即.32-40溫徹斯特彈和.38-55溫徹斯特彈。1895年，它成為第一支將無煙火藥步枪彈藥，.30 WCF（WCF全寫「Winchester Center Fire」，意為：溫徹斯特中央式底火，當今稱呼為「.30-30溫徹斯特彈」）裝填彈膛的步槍。1901年，溫徹斯特創造了新型的.32溫徹斯特特殊彈，並從1902年開始生產該口徑的步槍。
自1894年，M1894由溫徹斯特連發武器公司所生產；到1980年，然後由持有溫徹斯特品牌的美國連發武器公司（簡稱：USRAC）繼續生產；直到2006年，後者停止生產步槍。目前正由日本南國市的弥勒株式会社生產其彷製型，並且由犹他州摩根市的白朗寧武器公司進口到美國。
M1894被R·L·威爾遜（R. L. Wilson）和哈爾·赫林（Hal Herring）等槍械歷史學家稱為“終極槓桿式槍機設計”。M1894是名為“溫徹斯特”的步槍，用於指代這種類型的所有步槍，亦是第一款銷售量超過7,000,000枝的商業運動步槍。
一枝M1894在纽约曼哈頓中央公園旁的大都會藝術博物館當中的武器和盔甲館部展出。

## 概述
溫徹斯特M1894是第一款採用無煙火藥步枪彈藥的商用美式重複步槍。M1894最初用於發射2種金屬殼黑火藥步枪彈藥，.32-40溫徹斯特彈和.38-55溫徹斯特彈。 1895年，溫徹斯特選擇了在步槍製造當中採用不同的鋼製成品，用以承更高膛壓的彈藥，並且向市面提供.25-35溫徹斯特彈和.30-30溫徹斯特彈口徑的該步槍。 .30-30溫徹斯特（又稱：.30 WCF，全寫「Winchester Center Fire」，意為：溫徹斯特中央式底火）口徑，已經成為M1894的代名詞。從1899年開始，M1894也提供其.32溫徹斯特特殊彈版本。
M1894結合了緊湊、輕便，舒適攜帶以及快速射擊而形成的強大火力使得其成為極受歡迎的狩獵步槍，尤其適用於美國東部茂密森林當中的白尾鹿，於大多數狩獵當中都是在相對較短的距離內被射殺的。因此，它成為了第一款銷售量超過7,000,000枝的運動步槍。 1927年，第一百萬枝M1894送給了時任美国总统卡尔文·柯立芝；然後1948年5月8日，第一百五十萬枝步槍送給了總統哈里·S·杜鲁门；到了1953年，第二百萬枝步槍送給了總統德怀特·艾森豪威尔。
第一次世界大战期間，美國政府購買了1,800枝商用型M1894與50,000發.30-30步槍子彈。這批步槍的序列號範圍是835,800至852,500以內，並且在機匣環以上標有燃燒炸彈標誌和“U.S.”（美國）記號。這些步槍是為駐紮在太平洋西北地区的美国陆军通信兵團兵員而設計，以防止勞工的罷工行動中斷用以構築军用航空器的机身和机翼的北美雲杉木材的製造。戰爭結束以後，這些步槍被用作軍需用品出售。為了釋放步兵使用的李-恩菲爾德步槍，1914年，皇家海軍購入了大約5,000枝.30-30口徑的M94步槍，用於船上警衛任務和掃雷。法國購入了15,100枝M1894卡賓槍，並且在尾托的左側和槍管帶配備了槍背帶旋轉環，並在配用的44A照門以上採用了米制等級。這批為法國而生產的卡賓槍獲發配給摩托車信使、砲兵部隊、塹壕鐵路人員和一部份氣球單位。這些步槍當中的一部份成為賣給比利時的軍需用品時，獲印上比利時的證明標記。
在第二次世界大戰當中再一次地，溫徹斯特M1894被加拿大太平洋海岸遊騎兵隊所採用，他們在日軍的威脅以下部署加拿大西海岸以保衛該區域。歷史悠久的M94當中還包括1924年至1932年間製有24英寸（609.6毫米）槍管的溫徹斯特M55，以及1933年至1957年間製有長達20、24和26英寸（660.4毫米）槍管的溫徹斯特M64。從1964年到1980年間，西爾斯公司還銷售了M94的卡賓槍版本，並且命名為泰德·威廉斯M100，作為西爾斯與溫徹斯特和退役棒球明星的營銷安排的一部分。
1964年中期，改變了M94的生產方式，以使得槍枝的生產成本更為低廉。通常被稱為“64以前”型號的早期版本的價格比改變以後的步槍更為高昂。在改變以前生產的1964年早期生產型號的數量有限，被認為是非常可取的一批，因為眾多槍迷認為它們代表了一個時代的結束。
溫徹斯特M1894的設計可讓它復進時裝填比溫徹斯特M1892卡賓槍所允許的更長的彈藥。當拉下拉桿時，它會使得機匣的底部受到連帶，開放更多空間並且可讓更長的彈藥供彈而無需使得機匣更長。機構雖然複雜但卻非常可靠。槍機完全分解作是多個階段的任務，必須按照精確的順序才能完成。但是，很少需要將槍機完全分解。M1894的槍機所可容納的最大型彈藥是.450馬林彈，通常是由一些定制型步槍和裝在加強型M1894“大槍膛”機匣以上、而且壽命短暫的木材製卡賓槍所裝填。
溫徹斯特M1892被淘汰的數十年以後，溫徹斯特M1894亦開始製有典型的左輪手槍口徑型，比如.38 S&W特種彈／.357 S&W麥格農、.44 S&W特種彈／.44雷明登麥格農、.45柯爾特彈（或.45長柯爾特彈）、.38-40溫徹斯特彈，和.44-40溫徹斯特彈。通常，管式彈倉以內能夠裝填9至13發這些手槍口徑的彈藥。彈倉容量取決於槍管的長度，因為槍管以下的彈倉通常覆蓋所槍管的整個長度以下。
手槍口徑是現代牛仔動作射手們的首選，因為它可讓同一種類型的彈藥用於步槍和手槍以上。一個典型的組合是柯爾特M1873（柯爾特和平製造者或其彷製型）和能夠發射相同類型彈藥的溫徹斯特M1894。M1894的槍機專為無煙步槍子彈而設計的，這要比基於本傑明·亨利的撥動式連桿系統的溫徹斯特步槍（M1866、M1873、M1876）的槍機要強固得多，並且可以輕易承受現代高膛壓左輪手槍彈藥，比如.44雷明登麥格農。
從1984年到1997年間，原廠提供7-30沃特斯彈口徑（一種改進自.30-30彈殼、將瓶頸縮至裝填7毫米彈丸的子彈）的M94角度拋殼20英寸槍管卡賓槍型和24英寸槍管XTR步槍。2003年，該步槍提供.410號徑散彈槍型，並且命名為M9410。
截至1983年，溫徹斯特M1894創下了美國歷史上最暢銷的高威力步槍的紀錄。
2006年，美國停止其本土生產。當時在溫徹斯特目錄中有14個M94的版本。2010年，溫徹斯特連發武器公司重新推出了兩款限量版M94，以紀念奧利弗·F·溫徹斯特於1810年在新英格蘭誕生的200週年。

## 設計更改

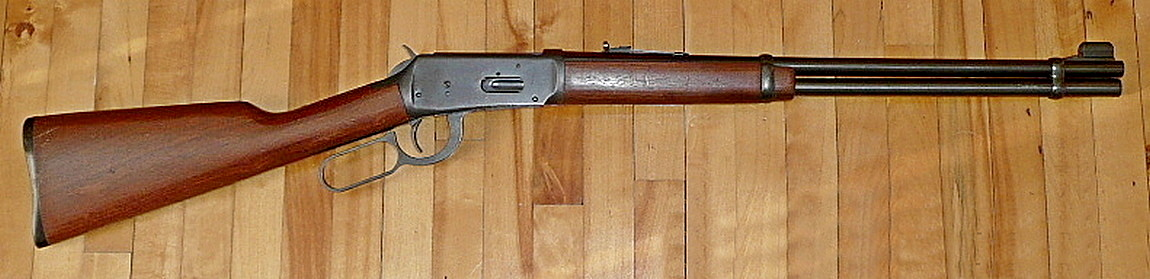
溫徹斯特M1894（1966年），.32溫徹斯特特殊彈。

自第二次世界大戰以來，溫徹斯特M1894的設計和建造發生了三次重大變化，而這些變化都與溫徹斯特公司領導和方向的重大轉變有關。第一次也是最大的一次是在1964年，1963年槍支愛好者約翰·M·奧林從他所創立的奧林公司的总裁之位辭職以後。第二次是在1982年，1981年時奧林將溫徹斯特工廠賣給了其員工，而後者成立了美國連發武器公司（USRAC）。第三次是在1992年，在1989年美國連發武器公司破產以及隨後由埃斯塔勒国营工厂所收購以後，該公司試圖在全球範圍內銷售溫徹斯特槍械。

### 1964年
奧林退休以後，奧林公司的新任首席執行官尋求最大限度地提高公司盈利能力，使得企業更為傾向於其蓬勃發展的化學業務，而非被認為是無利可圖和勞動密集型的槍械生產。因此，自1964年開始，溫徹斯特停止使用實心鋼坯加工M94以上的機匣和許多細小零件。在機匣以上改為使用燒結鋼，在彈藥升降器以上採用衝壓製金属板，在槍機當中採用空心而非實心鋼製滾銷。雖然步槍的功能、安全性和準確性並無受到不利影響，但是變化——特別是燒結鋼製機匣，其強度與其前型實心鋼一樣強固，但對傳統的烤藍表面處理的效果不佳——卻顯而易見，而溫徹斯特對其旗艦型號的M70栓式步槍進行的更是根本性質的改變。整的而言，它們被視為整個公司整個產品質量生產的下降，嚴重損害了溫徹斯特在此過程中製造高質量槍械的聲譽。作為回應，許多槍迷尋找在1964年之前製造的步槍（64年前，pre '64），它倆直到今天的槍枝市場的轉售價值明顯提高。

### 1982年
相對於馬林M336等競爭對手相比而言，最初的M1894槍機的其一缺點是從溫徹斯特槍械拋出的彈殼是由機匣頂部飛過使用者的肩膀，而非從側面拋出。頂部拋殼的槍械無法將望遠式瞄準鏡安裝在機匣頂部——射手最方便瞄準的位置——而不受彈殼拋出所干擾。這類槍械必須將其瞄準鏡安裝在槍管上方的最前端（必須專門為此目的而設計），或是偏向槍械的側面（會由於视差而造成問題）。這兩種選擇都嚴重降低瞄準鏡對於步槍的作用性。
當該槍最初設計時，這不成一個主要問題；對二戰以前時代的槍械最常見的升級是在機匣後部裝上覘孔式照門，最大限度地提高了原廠裝上的機械瞄具的準確性潛力。長期以來，溫徹斯特在其槍械機匣以上預先鑽設安了裝孔以對應這種改裝，這是迄今為止M94的大部分歷史以上最常見的升級安裝。儘管如此，二戰以後的消費者口味隨即發生了變化，因為高質量的瞄準鏡產品變得廣泛可用、而且價格合理。新型瞄準鏡的商業承兌亦同樣迅速，到了1970年代，大多數槍械買家都期望能夠在狩獵步槍以上使用安裝在機匣的瞄準鏡。由於競爭對手都能夠毫不費力地將瞄準鏡安裝在機匣以上，因此這一缺陷被歸咎為銷量下降的禍根。作為回應，1982年，溫徹斯特將槍機的設計改為傾角拋出彈殼；這時它以一定的角度拋出發射過後的彈殼，使得步槍在裝上常見的、安裝在機匣的瞄準鏡時能夠正常工作，而不再受拋出的彈殼所影響。

### 1992年
儘管作出了這些變化，美國連發武器公司不但並未得以蓬勃發展，更於1989年宣布破產。其後由比利時武器生產商埃斯塔勒國營工廠所購入以後，該公司隨即著手於改善整個溫徹斯特陣容，在溫徹斯特工廠以內建立現代化数控机床生產方法，同時也尋求擴大全球溫徹斯特步槍的銷售和營銷。1992年，這項努力最終對槍械作出了兩次重大變化：將現在由数控机床所機加工的零部件和實心銷重新裝入槍機以內，並且消除了擊錘以上的傳統半待擊保險缺口，有利於裝上橫閂式手動保險，這使得該槍可在國際市場以上銷售。
雖然當時槍迷注意到建造的質量有所提高，但新型保險的顯著存在卻產生了最強烈的意見。它被一眾美國消費者和槍械作家所廣泛譴責為“律師”式保險，並且指出這樣有損於步槍的整體外觀、感覺和操作。作為回應，2003年，埃斯塔勒國營工廠和溫徹斯特通過將保險轉移到機匣後方的柄腳以上，這在很大程度上平息了爭議。2006年，在美國生產結束以前離開紐黑文工廠的最後一批M94步槍出廠；而自2010年以來，由弥勒株式会社在日本生產的新型M94亦有採用了這些裝設在柄腳的保險裝置。

## 使用國
- 法蘭西第三共和國
  - 法國武裝部隊：於1913—1914年購入了15,100枝，在一戰期間裝備車輛人員和飛行員作備用武器，也被機場守衛所使用[17]。
- 英国
  - 英國皇家海軍
- 美国
  - 美國陸軍

## 流行文化

### 電視劇
- 1922年—《三個臭皮匠》：由Moe Howard和Curly Howard所使用。

### 電子遊戲
- 2008年—《死刑犯2：充血》：型號為「馬腿」型，命名為「槓桿式步槍」，載彈量5發。
- 2009年—《殺戮空間》：型號為全尺寸型，命名為「槓桿式步槍」（在更新以前為“溫徹斯特”），奇怪地以30發彈匣供彈，裝上後部覘孔式照門。被神槍手職階使用。
- 2017年—《火線獵殺：野境》：型號為全尺寸雕刻型，因版權問題命名為“牛仔步槍”。
- 2017年—：型號為全尺寸型，命名為“槓桿式”，載彈量為6發（使用“延長彈匣”時增至9發）。戰役模式當中於回憶情節的過場片段中由年少時的一等兵羅納德·「瑞德」·丹尼爾（Ronald "Red" Daniels）所使用。聯機模式中於某次更新後作為可用武器登場。

### 動畫
- 2005年—《乡下人》：第2季第3話（總集數為第18集）「謝謝你不要竊聽」（Thank You For Not Snitching），由Van Heusen夫人所使用。
- 2009年—：型號為「馬腿」型，事件中有4枝由右代宮家生還者用以護身。

## 資料來源
1. 1 2  Wilson, R. L. . New York: Book Sales, Inc. 2008: 96–103. ISBN 978-0-7858-1893-9.
2. ↑  Herring, Hal. . Montana: TwoDot. 2008: 122. ISBN 978-0-7627-4508-1.
3. ↑  Henshaw, Thomas. . New York: Winchester Press. 1993: 42. ISBN 978-0-8329-0503-2.
4. ↑  Canfield, Bruce N. . 美國槍手（英语：American Rifleman） (美国全国步枪协会). 2008, 156 (2): 62.
5. ↑  Canfield, Bruce N. 19th Century Military Winchesters March 2001 美國槍手（英语：American Rifleman） p. 77
6. ↑  Mercaldo, Luke & Vanderlinden, Anthony Winchester Lever-Actions go to War June 2015 美國槍手（英语：American Rifleman） pp. 53–54
7. ↑  M55由溫徹斯特所兩次使用，首先作為1924年推出的M94衍生型，後來就是壽命短暫的單發／自動拋殼混合型.22口徑步槍每次發射時會使得栓槍自動待擊。(The model number 55 was used twice by Winchester, first as a Model 94 variant introduced in 1924, and, later, as a short-lived single-shot/auto-eject hybrid .22-caliber rifle that self-cocked the bolt each time it was fired). Henshaw (1993) p. 84
8. 1 2   22. Stoeger Publishing Company. 1999: 5. ISBN 978-0-88317-212-4.
9. ↑  Zidock Jr., Alex. . Popular Mechanics (Hearst Magazines). 1994, 171 (5): 50–52. ISSN 0032-4558.
10. ↑  Venturino, Mike. . Popular Mechanics (Jay McGill). 1998, 175 (4): 76–79.
11. ↑  Frank C. Barnes, ed. Stan Skinner. . Krause Publications. 2003. ISBN 0-87349-605-1.
12. ↑  Renneberg, Robert C.  2. Iola, Wisconsin: Krause Publications. 2009: 237. ISBN 978-1-4402-0391-6.
13. ↑  Wallack, LR. "Sixty Million Guns". 1983. In Gun Digest Treasury, Harold A. Murtz, editor, DBI Books. 1994 p. 190 ISBN 0873491564
14. ↑  Shideler, Dan.  65. Iola, Wisconsin: Krause Publications. 2010: 107. ISBN 978-1-4402-1337-3.
15. 1 2  Schoby, Michael. . Mechanicsburg, Penn.: Stackpole Books. 2007: 161. ISBN 978-0-8117-3359-5. OCLC 70167703.
16. ↑  Murtz, Harold A. . Iola, Wis.: Gun Digest Books. 2005: 978–979  [17 June 2014]. ISBN 978-0-89689-141-8. OCLC 849907703.[]
17. ↑  .   [2019-12-17]. （原始内容存档于2021-01-19）.

## 外部連結
- （英文）—Manual[永久]

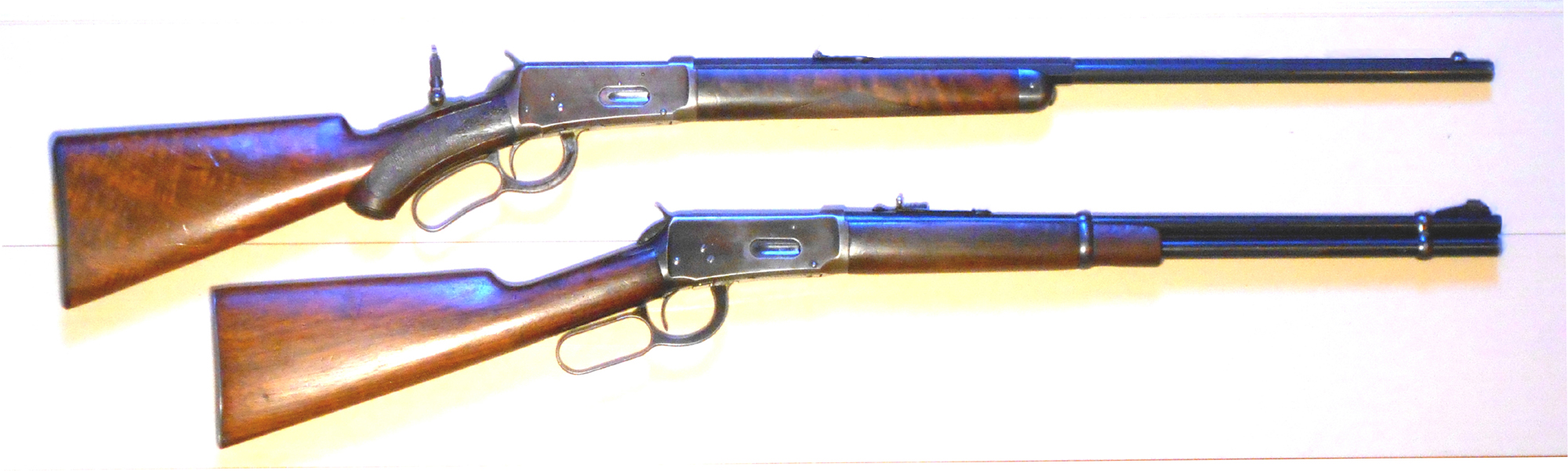
.30口徑的M1894步槍，1896年生產，24英寸槍管，具備格子花紋式握把和前護木／M1894卡賓槍，1948年生產。

- （英文）—Winchester Model 1894 Classic Gun Review （页面存档备份，存于） by Chuck Hawks
- （英文）—Winchester Pre '64 Model 94 Classic Gun Review （页面存档备份，存于） by Chuck Hawks
- （英文）—Winchester 1894 Legacy review （页面存档备份，存于） by Jeff Quinn
- YouTube上的Small Arms of WWI Primer 055: French Contract Winchester 1894